# Gangerkennung
Die Gangerkennung bezeichnet ein biometrisches Verfahren, das verschiedene Charakteristika des menschlichen Ganges analysiert und mithilfe eines Vergleiches zu anderen Datensätzen Personen eindeutig identifiziert. Dabei beruhen verschiedene Erkennungssysteme auf mehreren Arten von Sensortechnik.

## Analysemethoden
Wie bei jedem biometrischen Verfahren wird, um einen Datensatz zu verifizieren, dieser mithilfe eines passenden Algorithmus mit einem anderen Datensatz verglichen. Liegt der Grad der Ähnlichkeit, den beide aufweisen, über einem zuvor festgelegten Wert, stuft das System den Nutzer als verifiziert ein und gewährt Zugang. Alternativ kann ein Nutzer auch mit jedem bereits im System gespeicherten Nutzer verglichen werden, um ihn zu identifizieren.

### Maschinelles Sehen
Mithilfe optischer Sensoren wird eine Aufnahme einer zu analysierenden Person erstellt und relevante Daten der Aufnahme werden durch Bildverarbeitungsalgorithmen extrahiert. Empfehlenswert ist dabei ein statischer Hintergrund, beispielsweise eine Wand. Aufgrund der hohen anfallenden Rechenleistung beschränken sich einige Ansätze auf die menschliche Silhouette. Zumeist wird die Aufnahme außerdem in mehrere Sequenzen geteilt, die jeweils einen Schritt darstellen. Generell vorteilhaft ist der für biometrische Erkennungsverfahren vergleichsweise große Abstand zwischen Sensor und Mensch, nachteilig eine hohe Störanfälligkeit der Aufnahme (Lichtverhältnisse, Abstand zwischen Mensch und Sensor).

### Bodensensoren
Mithilfe von unter Bodenplatten angebrachten Sensoren wird die Kraft gemessen, die der Fuß auf die Bodenplatte beim Auftreten überträgt. So kann beispielsweise in einem Verfahren ein Druckprofil der auftretenden Person erstellt werden, an dem diese sich identifizieren lässt. In weiteren Verfahren genutzte Messwerte sind unter anderem Körpergewicht und Fußform.

### Tragbare Sensoren
Bei diesem Ansatz werden tragbare Beschleunigungsmesser und/oder Gyrometer in verschiedenen Körperregionen der zu erkennenden Person angebracht, dazu gehören unter anderem die Füße, der Gürtel oder Hosentaschen. Die genutzte Sensorik ist größtenteils bereits in modernen Smartphones verbaut und damit einer breiten Masse zugänglich. In diesem Kontext wäre beispielsweise eine passive Authentifizierung am Smartphone möglich, die eine Alternative zum Eingeben eines Passwortes darstellt.

## Störfaktoren
Der menschliche Gang ist zwar für jede Person einzigartig, allerdings ist er praktisch immer durch äußere Einflüsse verfälscht. Dazu gehören unter anderem die getragene Kleidung mit Schwerpunkt auf dem Schuhwerk, verschiedene physiologische Parameter des Läufers wie etwa kurzzeitige gesundheitliche Beschwerden, zu- oder abnehmendes Körpergewicht oder aufgenommene Nahrung sowie variierendes Lauftempo oder getragene Gegenstände. Dementsprechend eignet sich Gangerkennung nicht als alleinige Möglichkeit zur Authentifizierung an einem zugangsbeschränkten System, sondern sollte immer im Verbund mit alternativen Authentifizierungsmöglichkeiten genutzt werden.